# John Sheffield
John Sheffield, primer duque de Buckingham y Normanby (7 de abril de 1648 - 24 de febrero de 1721), fue un estadista conservador y poeta inglés, de finales del Período Estuardo que se desempeñó como Lord del Sello Privado y Lord presidente del Consejo. También fue conocido por su título original, Lord Mulgrave.

## Vida
Era el único hijo de Edmundo Sheffield, II Conde de Mulgrave, cuyo título heredaría tras su muerte, como tercer conde y quinto barón de Sheffield en 1658, y de Elizabeth Cranfield (1607/8-1672), hija de Lionel Cranfield, 1er Conde de Middlesex.
Mandó construir un petit hôtel en las afueras de Londres que más tarde se convertiría en el Palacio de Buckingham.
A la edad de dieciocho años se unió a la flota, para servir en la Segunda Guerra Anglo-Holandesa; al reanudarse las hostilidades en 1672 estuvo presente en la Batalla de Solebay, y al año siguiente recibió el mando de un barco. También fue nombrado coronel de infantería y sirvió durante algún tiempo a las órdenes de Turenne. Fue nombrado Caballero Orden de la Jarretera en 1674. En 1680 fue puesto a cargo de una expedición enviada para relevar la Guarnición de la ciudad de Tánger , que entonces estaba sitiada por Moulay Ismail ibn Sharif. Se dijo que se le proporcionó un barco podrido con la esperanza de que no regresara, pero la razón de este complot fallido, si es que hubo un complot, no se conoce con exactitud. En la corte se puso del lado del duque de York y ayudó a provocar la desgracia de Monmouth.

## Matrimonios e hijos
- Tuvo dos hijos ilegítimos con Frances Stewart:

1. Sir Charles Sheffield 1st Baronet (1704 - 1774).
2. Katharine Sophia (1705 - 13 de enero de 1780).

- Su primera esposa fue Ursula Stawell (f. 13 de agosto de 1697), hija de George Stawell y Ursula Austen, el 18 de marzo de 1685 en Littlecote Chapel, Ramsbury, Wiltshire, Inglaterra.

- Tuvieron una hija ilegítima:

1. Mary Sheffield (ca. de 1692 - 26 de octubre de 1729).

- Su segunda esposa fue Catherine Greville (f. 7 de febrero de 1703), hija de Fulke Greville, 5 Baron de Brooke y Sarah Dashwood, el 12 de marzo de 1698 en St. Clement Danes, Westminster, Londres, Inglaterra.

- Su tercer matrimonio fue con Lady Catherine Darnley (1680-13 de marzo de 1743), hija ilegítima de Jacobo II del Reino Unido y Catherine Sedley, Condesa de Dorchester, el 16 de marzo de 1705 en la Iglesia St Martin-in-the-Fields, Covent Garden, Londres, Inglaterra. Tuvieron tres hijos:

1. John Sheffield, marqués de Normanby (26 de septiembre de 1710 - 16 de diciembre de 1710).
2. Robert Sheffield, marqués de Normanby (11 de diciembre de 1711- 1 de febrero de 1714).
3. Edmundo Sheffield, II duque de Buckingham y Normanby (3 de enero de 1715 - 30 de octubre de 1735).